# Damian McDonald
Damian McDonald (* 12. Mai 1972 in Wangaratta; † 23. März 2007 in Melbourne) war ein australischer Radrennfahrer.

## Sportliche Laufbahn
Seine Karriere begann sehr erfolgreich, als er bereits 1990 das Straßenrennen der nationalen Radmeisterschaften für sich entscheiden konnte. Im selben Jahr belegte er mit dem australischen Team den dritten Rang beim Mannschaftszeitfahren der in Middlesbrough ausgetragenen UCI-Straßen-Weltmeisterschaften der Junioren. 1993 beendete er die Rapport Tour in Südafrika als Vierter der Gesamtwertung und fuhr mit dem australischen Team beim Mannschaftszeitfahren der Straßen-Weltmeisterschaften in Oslo auf den sechsten Platz.
1994 konnte McDonald seinen größten Triumph feiern, als er zusammen mit Phil Anderson, Dennis Brett und Henk Vogels bei den Commonwealth Games im kanadischen Victoria die Goldmedaille im Mannschaftszeitfahren gewann. Im Folgejahr belegte er bei den Weltmeisterschaften zwar nur den 42. Rang im Straßenrennen, sicherte mit dieser Platzierung Australien aber die maximale Starterzahl beim Straßenrennen der Olympischen Sommerspiele 1996 in Atlanta. Dieses schloss er auf Platz 65 ab und gewann im selben Jahr die Gesamtwertung der erstmals ausgetragenen Tour de Langkawi. 1997 zog sich McDonald vom internationalen Sportgeschehen zurück.

## Persönliches
Am Australian Institute of Sport lernte Damian McDonald seine spätere Frau Bree kennen; die Heirat fand im Jahr 2002 statt. Im Oktober 2005 kam der gemeinsame Sohn Lachlan zur Welt. Bree McDonald war Managerin der Netball-Mannschaft Melbourne Phoenix. Damian McDonald starb am 23. März 2007 im Burnley Tunnel der südaustralischen Stadt Melbourne bei einer Massenkarambolage mit anschließendem Tunnelbrand. Er war eines von drei Todesopfern bei diesem Unfall.

## Palmarès
1990
- Australischer Meister – Straßenrennen
- Junioren-Straßen-Weltmeisterschaften – Mannschaftszeitfahren

1994
- Commonwealth Games – Mannschaftszeitfahren

1996
- eine Etappe Rheinland-Pfalz-Rundfahrt
- eine Etappe und Gesamtwertung Tour de Langkawi